# Пономарёв, Валерий Михайлович (музыкант)
Вале́рий Миха́йлович Пономарёв (англ. Valery Ponomarev; род. 20 января 1943) — джазовый трубач, жил, учился и работал в Москве, в 1973 году эмигрировал в США, где добился признания.

## Биография
Пономарёв заинтересовался джазом после того, как услышал его в эфире Голоса Америки, и почувствовал особую симпатию к Клиффорду Брауну. Он посвятил бесчисленные часы расшифровке, изучению и запоминанию легендарных джазовых соло на трубе. Со временем он решил покинуть Советский Союз и в итоге присоединился к группе Арта Блэйки The Jazz Messengers, с которой было записано 11 альбомов. После ухода он сформировал свою собственную группу Universal Language.
Первый сольный альбом — Means of Identification — вышел в 1987 году; по состоянию на 2023 год у Валерия Пономарёва 9 сольных альбомов, выпущенных, в основном, лейблом Reservoir Music.
В настоящее время гастролирует по всему миру со своим ансамблем «Universal Language», с 1990 года бывает на гастролях и в Москве.
В 2003 году опубликовал автобиографию «На обратной стороне звука» (в США книга вышла в 2009 году под названием On the Flip Side of Sound).

## Дискография

### Студийные альбомы
- Means of Identification (Reservoir Records, 1987)
- Trip to Moscow (Reservoir Records, 1988)
- Profile (Reservoir Records, 1991)
- A Star for You (Reservoir Records, 1997)
- The Messenger (Reservoir Records, 2001)
- Beyond the Obvious (Reservoir Records, 2006)
- What’s New? (2020)

### Концертные альбомы
- Live at Sweet Basil (Reservoir Records, 1993)
- Live at Vartan Jazz (Vartan Jazz, 1995)

### В качестве сайдмена
С Артом Блэйки
- Gypsy Folk Tales (Roulette, 1977)
- Heat Wave (M&I, 1977)
- In My Prime Vol. 1 (Timeless, 1977)
- In My Prime Vol. 2 (Timeless, 1977)
- In This Korner (Concord Jazz, 1978)
- Reflections in Blue (Timeless, 1978)
- Night in Tunisia: Digital Recording (Philips, 1979)
- One by One (Palcoscenico, 1979 [1981])
- Live at Montreux and Northsea (Timeless, 1980)

С Джуниором Куком
- You Leave Me Breathless (SteepleChase, 1991)

С Чарльзом Макферсоном
- Live at Vartan Jazz (Vartan Jazz, 1997)